# Campanula chevalieri
Campanula chevalieri är en klockväxtart som beskrevs av fader Sennen. Campanula chevalieri ingår i släktet blåklockor, och familjen klockväxter.
Artens utbredningsområde är Spanien. Inga underarter finns listade i Catalogue of Life.